# Narcís Riera i Illa
Narcís Riera i Illa (Vilamarí, Vilademuls, Pla de l'Estany, 8 d'octubre de 1849 - Pontmajor, Girona, 28 d'octubre de 1905) fou un metge català.
Fill de Salvador Riera, procedent de Vilamari, i de Maria Illa, de la vila de Serinyà, va fer el batxillerat a Figueres (1867) i estudià tres anys de Llatí al Seminari de Girona. Posteriorment, estudià Medicina a la Universitat de Barcelona on es llicencià el 1871. Es va casar amb Crescència Pau Caula de Besalú, amb qui va tenir 6 fills. Va començar a exercir com a metge a Besalú i, més endavant, a Pontmajor, a Girona. L'ambient polític que es respirava en aquell moment, i que va desembocar en la Tercera Guerra Carlina, el va fer abandonar el país i marxar cap a l'illa caribenya de Cuba, on s'instal·là al nucli de població de Sábalo, pertanyent al municipi de Guane, a la Província de Pinar del Río, on van néixer els seus fills, entre ells el seu fill Agustí Riera i Pau, nascut el 1876, que també exercí com a metge, i fou un polític conservador, president de la Diputació de Girona. Hi ha notícia que l'any 1890 vivia al carrer Pontmajor, número 119, de Girona. Amb el temps, i amb la intenció d'atendre també als veïns de Sarrià de Ter, obrirà consulta al carrer Major d'aquest poble.
Va col·laborar a la revista "La Independencia Médica". L'any 1900 fou nomenat Prior de la Congregació de la Mare de Déu dels Dolors de Besalú, un càrrec que corresponia a un laic i era renovat cada any. Després de la seva mort, l'octubre de 1905, el seu fill Agustí, que vivia a Barcelona, es traslladà a Girona per fer-se càrrec de la consulta del seu pare, i de la seva família, establint la seva nova residencia a Sarrià de Ter.